# ナムコギャラリー
『ナムコギャラリー』は、ナムコから発売されたゲームボーイ用ゲームソフトである。

## 概要
『ナムコミュージアム』をはじめとする、ナムコ往年の名作を複数収録したナムコのオムニバスゲームのひとつ。1996年から1997年にかけて『VOL.1』『VOL.2』『VOL.3』の3作品が発売された。収録タイトルはいずれもファミリーコンピュータ（以下FC）やゲームボーイ（以下GB）からの移植・リテイクであるが、元がアーケードゲームのものも少なくないため『ナムコミュージアム』『ナムコアンソロジー』の中間的なシリーズともいえる。
追加要素として、収録作品をプレイするとその進行状況に応じて「金賞」「銀賞」「銅賞」が与えられ、すべてのタイトルで賞を獲得すればおまけのグラフィックを見られるというものがある。これらの賞の獲得状況はパスワードで保存が可能。また収録タイトルやナムコギャラリーのルール説明も付加されており、それぞれのタイトル画面メニューにある「HELP」を選べば見ることができる。

## 収録作品
ゲーム内容等に関してはそれぞれのリンク先を参照のこと。

### ナムコギャラリーVOL.1
1996年7月21日発売（ゲームボーイポケットと同日発売）。
- バトルシティー - GB版はノバから発売されていたが、それとはステージ構成が異なる。
- ギャラガ - 先にリリースされた『ギャラガ&ギャラクシアン』に収録されたものとほぼ同一。
- マッピー - FC版に準じた作りになっているが、表示範囲が狭いため上下にもスクロールする、色数の限界からトランポリンの耐久力が厚さで表現される、スコアや残り人数がポーズした時のみ表示されるなどの違いがある。またアーケード版のようにラウンドスタート時やミス後にラウンド数の表示画面が挿入される。
- ナムコクラシック - GB用の単品版とやや異なる。

### ナムコギャラリーVOL.2
1996年11月29日発売。
- ギャラクシアン - 先にリリースされた、『ギャラガ&ギャラクシアン』に収録されていたものとほぼ同一。
- ディグダグ - アメリカで発売されたGB版の移植で、『ニュー・ディグダグ』も同時収録。
- ドルアーガの塔 - エンジェルから発売されたGB版を収録。
- ファミスタ4 - 1993年に発売された『ファミスタ3』の続編。詳細は後述。

#### ファミスタ4
ゲームの基本部分は『ファミスタ3』を継承しており日本野球機構（NPB）加盟の12球団とナムコスターズが登場する点と、選択可能な球場がうまか〜ドーム（福岡ドームがモデル）・ひらめ球場（レフト側が極端に広い）・かれい球場（ライト側がやや広い）の3種類である点が3と共通している。3との主な相違点は以下の通りである。
- 選手データが1996年7月時点のものに変更されている。
- スーパーゲームボーイ特有の機能である16色表示に対応。また、スーパーゲームボーイ使用時は通信ケーブルを使用せずに2P対戦を行うことが可能になった。
- バッテリーバックアップが廃止され、公式戦が『ファミスタ2』までと同様のパスワードコンティニュー方式に戻った。
- 前作のチームエディット機能とスコアブック機能は廃止されている。前作のエディットチームと同じ「オリジナルズ」と言う球団は登場するが、選手名は2に登場したアメリカンズと同じものになっている。

### ナムコギャラリーVOL.3
1997年7月25日発売。
- スカイキッド - FC版を基にした移植だが2人同時プレイは不可。プレイヤーはゲームスタート時にバロンかマックスを選択する。
- バベルの塔
- ファミリーテニス - 登場する選手はFC版の16人から8人に減少。FC版の選手名は実在人物のもじり（なぶらっち、まけろう等）であったが、当作ではナムコキャラクターの名称になっている。
- 雀卓ボーイ - 勝ち抜き戦およびフリー対局の対局数がオリジナル版より減少（勝ち抜き戦：半荘4回→2回、フリー対局：半荘6回→4回）。